# Sint-Andreaskerk (Troisvierges)

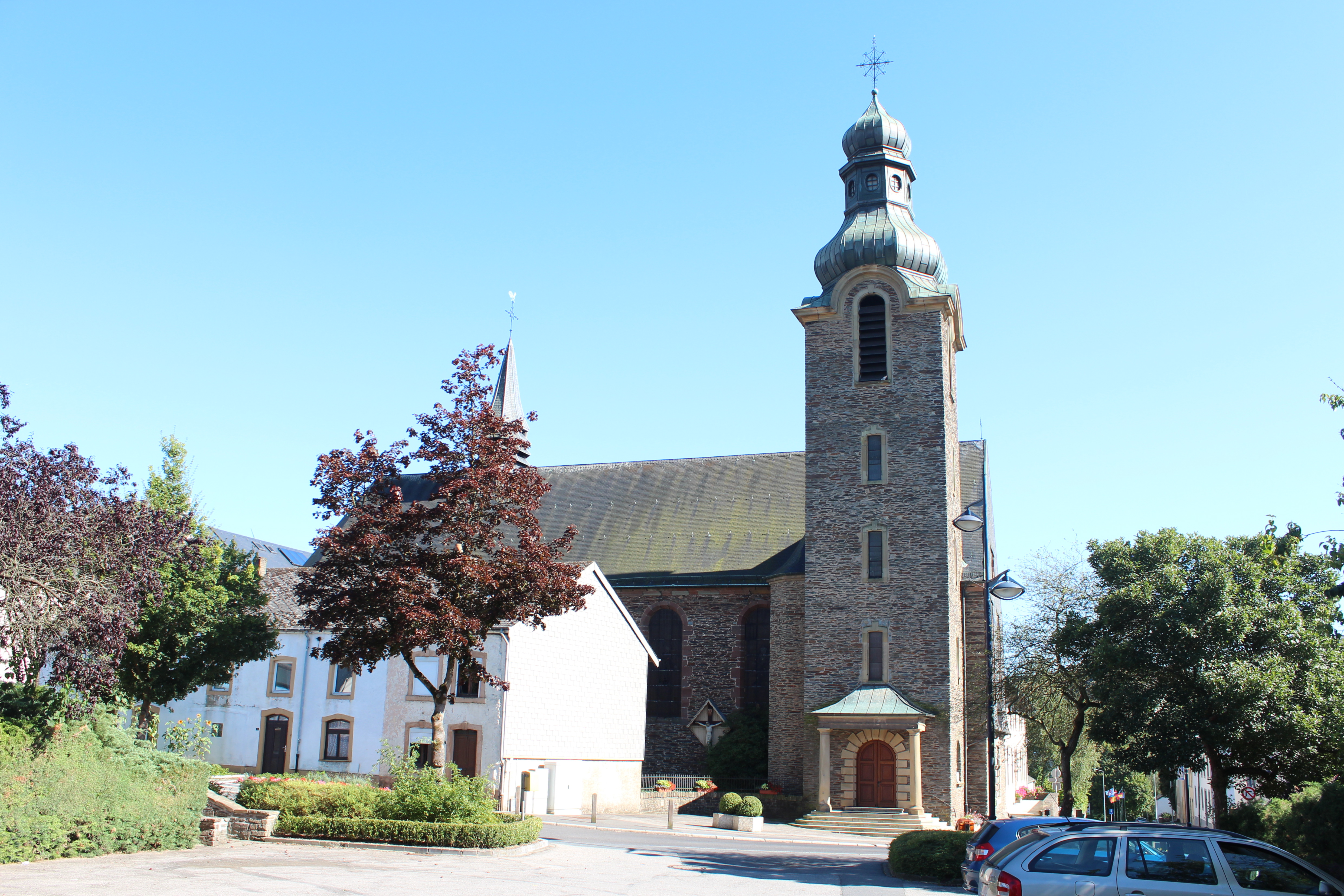
Sint-Andreaskerk van Troisvierges

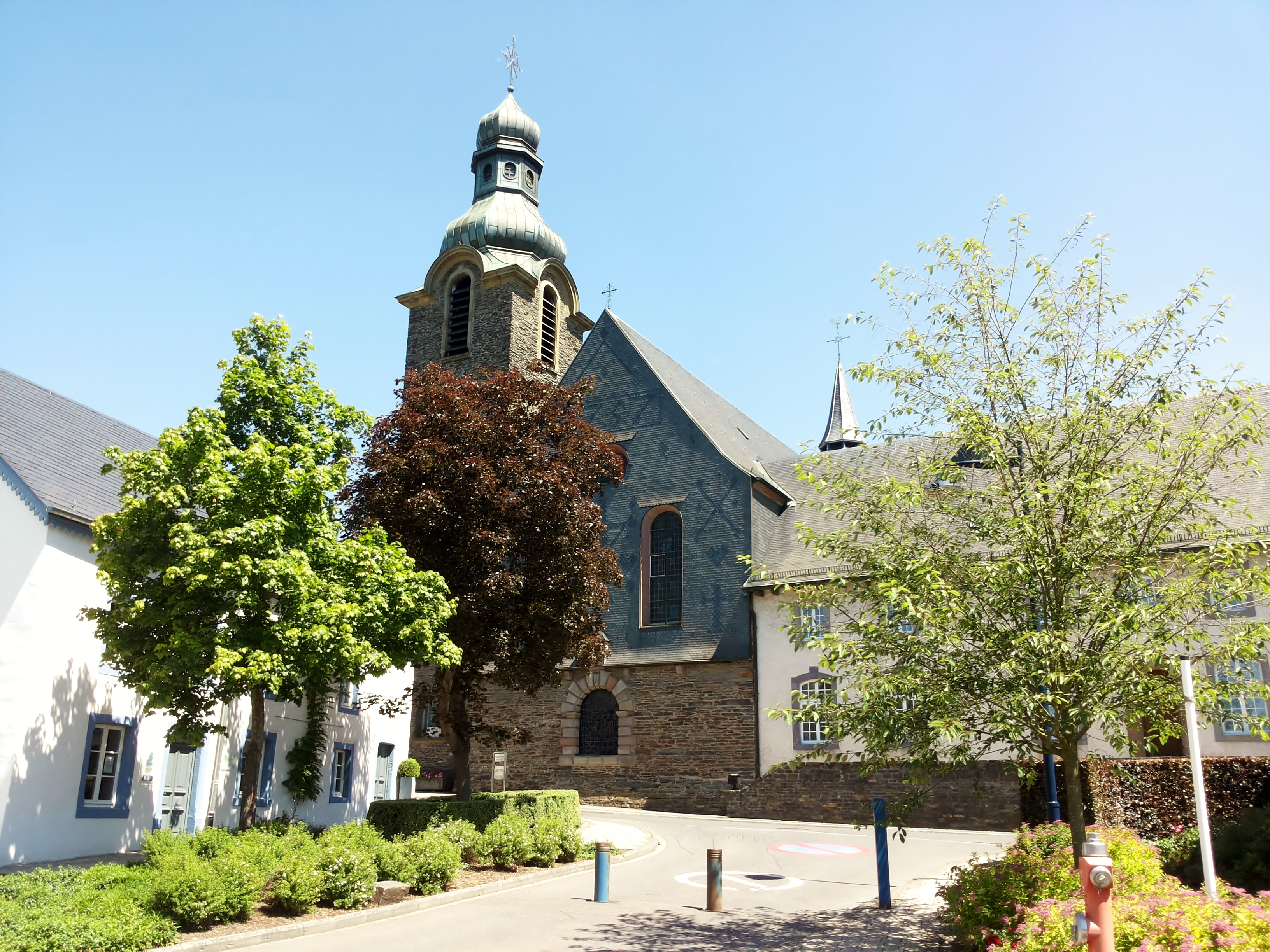

De Sint-Andreaskerk is een kerkgebouw in de plaats Troisvierges in de gelijknamige gemeente in Luxemburg. De kerk staat enigszins oostelijk in de plaats aan de Rue de Binsfeld.
De kerk is gewijd aan de apostel Andreas.

## Geschiedenis
In 1629 schonk Godfried von Eltz de kapel aan de Franciscanen uit Luxemburg.
In 1640 werd er door de Franciscanen op de plaats van waar eerder een kapel gestaan had een kerk gebouwd. In 1658 werd de kerk geconsacreerd.
In 1796 werd tijdens de Franse Revolutie het klooster opgeheven. Klooster, kerk en meubilair werden publiekelijk geveild.
In de 19e eeuw werd de kerk opnieuw in gebruik genomen.
In 1924 werd het portaal met toren gebouwd naar het ontwerp van architect Jean Schoenberg.
Sinds 1963 wordt het kerkgebouw als monument beschermd. De kerk kreeg in 1969 een abstract glas-in-loodraam van Gustave Zanter.

## Opbouw
Het georiënteerde kerkgebouw bestaat uit een in de frontgevel naast het schip gebouwde westtoren met ingang, een lang eenbeukig schip en een koor met driezijdige koorsluiting. Het schip en het koor hebben rondboogvensters en worden gedekt door een samengesteld zadeldak met daarop een dakruiter. De kerktoren op vierkant grondplan heeft geen geledingen en wordt getopt door een ui.